# Erste Schlacht von Herdonia
Koordinaten: 41° 19′ 0″ N, 15° 38′ 0″ O
Saguntum – Lilybaeum II – Rhone – Ticinus – Trebia – Cissa – Trasimenischer See – Ager Falernus – Geronium – Cannae – Nola I – Nola II – Ibera – Cornus – Nola III – Beneventum I – Syrakus – Tarentum I – Capua I – Beneventum II – Silarus – Herdonia I – Obere Baetis – Capua II – Herdonia II – Numistro – Asculum – Tarentum II – Neu Karthago – Baecula – Grumentum – Metaurus – Ilipa – Crotona – Große Felder – Cirta – Zama
Die Erste Schlacht von Herdonia war eine 212 v. Chr. ausgetragene Schlacht zwischen den Truppen Hannibals und jenen des Prätors Gnaeus Fulvius Flaccus. Nach Cannae war diese Schlacht eine der vernichtendsten Niederlagen, die Rom im Zweiten Punischen Krieg einstecken musste.

## Vorgeschichte
Nachdem der karthagische Feldherr bei Silarus und Cannae gesiegt hatte, entschloss er sich, Kampanien hinter sich zu lassen und Apulien vor dem Eintreffen der römischen Entsatztruppen zu erobern. Rom hatte indes große Anstrengungen gemacht, alle Gebiete auf dem Italienischen Halbstiefel zu sichern und mit Generälen auszustatten. Gnaeus Fulvius wurde für Apulien ausgesucht. Da er von der Anwesenheit der Karthager nichts wusste, ließ er seine Truppen aus Bequemlichkeit dort demobilisieren. Als dann Hannibal plötzlich auftauchte, hatten die drei römischen Legionen, die in Apulien stationiert waren, wenig Zeit sich gut auszurüsten. Nahe dem heutigen Foggia kam es zur Schlacht.

## Ablauf

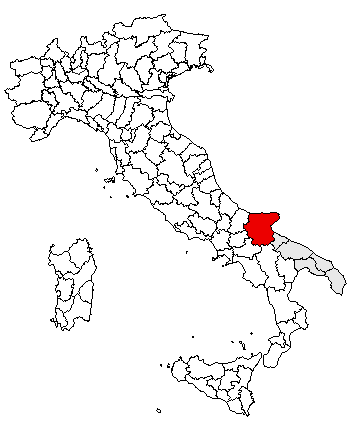
Lagebezug heute

Als der erste Angriff auf einige Bauernhöfe in der Umgebung begann, sahen sich die Römer gezwungen, das Gefecht zu eröffnen. Der wenig kriegserfahrene Gnaeus ließ seine in der Ebene stehenden Krieger im Laufschritt gegen das am Hügel stehende zahlenmäßig überlegene karthagische Heer antreten. Durch das Gefälle konnte Hannibal seine Infanterie viel effektvoller gegen die römischen Reihen anstürmen lassen. 
Seine 5000 Mann starke numidische Kavallerie ritt derweil um das römische Lager, sodass sich die römischen Truppen eingeschlossen sahen. 16.000 von ihnen wurden niedergemacht, Fulvius und etwa 2000 Mann konnten fliehen, bevor sich der Ring der Feinde schloss. Das gesamte Gefecht dauerte nur einige Stunden. Die römischen Überlebenden wurden vermutlich den Legiones Cannenses zugeteilt.

## Folgen
Die gesamte römische Besatzung in Apulien war aufgerieben. Das karthagische Heer ruhte sich in der Region einige Wochen aus, bevor Hannibal weiterzog.